# Gadget et les Gadgetinis
Gadget et les Gadgetinis (Gadget and the Gadgetinis) est une série télévisée d'animation française en 52 épisodes de 25 minutes, créée en 2001 par Jean Chalopin, produite par DIC / SIP Animation. En France, la série a été diffusée à partir du 11 septembre 2002 sur M6 puis Fox Kids puis Jetix et enfin sur Disney XD.

## Synopsis
L'inspecteur Gadget a pris du galon et est devenu Lieutenant de police. Il travaille désormais pour le WOMP, une organisation secrète, et obéit aux ordres de son supérieur direct, le Colonel Poloinet (dont il écorche tout le temps le nom en l'appelant "Colonel Poils au nez"). Pour accomplir au mieux ses missions, il est aidé par deux robots à son effigie construits par sa nièce Sophie, les Gadgetinis qui prennent la relève de Finot. Grâce à eux, il va devoir à nouveau affronter l'organisation MAD et faire échouer les plans de son chef, le toujours aussi redoutable Docteur Gang.

## Doublage
- Thierry Kazazian : Gadget
- Benoît Allemane : Docteur Gang
- Nathalie Homs : Sophie
- Éric Etcheverry : Colonel Poloinet
- Gilbert Lévy : Fidget
- Éric Chevallier : Digit

## Personnages
Les personnages de Finot et du chef Gontier ont disparu de la série, remplacés par des modèles réduits de Gadget.
Gadget : Gadget, devenu lieutenant, porte un imperméable et un chapeau noirs. Il est toujours aussi naïf, sympathique et pas très malin: il utilise des gadgets inédits (mais on peut retrouver quelques gadgets de la série Inspecteur Gadget). Il travaille pour une organisation secrète, le WOMP, sous les ordres du colonel Poloinet qu'il blesse maladroitement chaque fois qu'il le rencontre. Il est assisté par Fidget et Digit qui se lassent souvent de sa naïveté ;
Sophie : la nièce de Gadget réapparaît âgée de 12 ans ; c'est elle qui a créé les Gadgetinis et suit leur parcours grâce à son ordinateur. Elle est experte en informatique et assiste parfois (en cachette) aux missions de Gadget. Elle peut être en contact avec les Gadgetinis grâce à leur ordinateur situé dans leur cravate. Il semblerait que Gadget soit son seul parent vivant ;
Colonel Poloinet : supérieur de Gadget. Musclé et imposant, il est le souffre-douleur involontaire des gaffes de Gadget et le méprise jusqu'à vouloir sa mort. L'épisode se clôt généralement après que Gadget soit venu faire son rapport au colonel, qui termine invariablement dans une situation dangereuse, il se fait souvent appeler "Colonel Poils-au-nez" ce qui le contrarie ;
Fidget : Gadgetini orange. Il se caractérise par le fait qu'il soit plus peureux que son compère Digit, il avoue parfois avoir envie d'être un humain: il possède quasiment tous les mêmes gadgets que son supérieur avec quelques modifications (il peut se reconstruire lorsque ses morceaux sont éparpillés). Malgré ses défauts, il est un agent redoutable ;
Digit : Gadgetini bleu. Il est intelligent et parfois comparé au chef des Gadgetinis. Il passe son temps à arrêter les rêveries de Fidget mais parfois approuve ses émotions. Il est aussi équipé des mêmes gadgets que Fidget et peut également se reconstituer lorsqu'il est cassé.
Finot : le chien de Gadget. Revient dans l'épisode Traitement de choc, doté d'un odorat très développé, d'une intelligence humaine et de la parole grâce à un collier traducteur électronique que Sophie a inventé, il aidera malgré lui cette dernière et les Gadgetinis à retrouver Gadget qui lui rappelle de mauvais souvenirs.
Docteur Gang : chef de l'organisation MAD. Toujours prêt à tout pour obtenir ce qu'il veut par n'importe quel moyen, il veut à tout prix éliminer Gadget qui contrecarre ses plans involontairement avec l'aide de Sophie et des Gadgetinis.
Chef Gontier : il apparaît dans l'épisode Gadget super-patron. Il travaille au "Bureau du Renseignement Crypté" mais reçoit encore le message autodestruction une dernière fois qui lui fait rappeler de mauvais souvenirs.
Madchat : chat du Docteur Gang.
Mademoiselle Miffet : secrétaire du général.
Le général : chef de la WOMP.
Maryland : mère du Docteur Gang.
Brain : il est confondu a un agent de MAD par Gadget.
Jools et Annie : les parents de Gadget.
Jeanette : la gamine du General.

## Liste des gadgets des gadgetinis
- Jambes extensibles : Leurs jambes s'allongent grâce à des ressorts (utilisé pour la première fois par Fidget) ;
- Haut-parleur : Situé dans la main gauche (utilisé pour la première fois par Digit) ;
- Système de reconstruction : Il leur permet de se reconstruire après un accident qui les a démembrés (utilisé pour la première fois par les deux gadgetinis) ;
- Rollers à réaction : Situé dans chaque pied (utilisé pour la première fois par les deux gadgetinis) ;
- Parachute : Situé dans leur chapeau (utilisé pour la première fois par les 2 gadgetinis).

## Liste des nouveaux gadgets de gadget
- Main vaporisatrice : Sa main droite ressort avec un vaporisateur.
- Matelas : Un matelas sort de son chapeau
- Chapeau poing : Un gant de boxe sort de son chapeau
- Raquette : Sa main articulée ressort avec une raquette de tennis
- Enclume : Situé dans le chapeau. Un bras articulé sort du chapeau avec une enclume.
- Pistolet à eau : Sa main gauche ressort avec un pistolet à eau.
- Patins à réaction : Version améliorée des gadget-o-patins: un mini réacteur dans chaque patin.
- Ciseaux : Sa main articulée ressort avec des ciseaux.
- Pistolet Laser : Situé dans le chapeau. Un bras articulé ressort avec un pistolet laser.
- Bras Lasso : Sa main droite ressort avec un lasso.
- Ventilateur : Sa main articulée ressort avec un mini-ventilateur.
- Ordinateur : Un ordinateur sort de son ventre.
- Spatule : Sa main articulée sort de son ventre avec une spatule.
- Pompe : Une main articulée et une pompe à vélo sortent de son ventre
- Scie circulaire ventrale : Une scie circulaire sort de son ventre
- Multi sabres : Plusieurs mains articulées sortent de son chapeau avec un sabre.
- Guide : Sa main droite ressort avec un livre.
- Chapeau jumelles : Un bras articulé sort du chapeau avec des jumelles
- Petit déjeuner : Deux main articulées sortent de son chapeau avec des biscuits et un verre de lait.
- Pistolet à billes : Sa main droite ressort avec un pistolet à billes
- Hamac : Sa main articulée jette un hamac télescopique sur le sol.
- Couteau suisse : Sa main droite ressort avec un couteau suisse. Il contient une mini-scie,un tire bouchon et un marteau.
- Pince bras : Sa main gauche se transforme en pince et son bras gauche s'allonge.
- Tronçonneuse : Une main articulée sort de son chapeau avec une tronçonneuse.
- Fusée : Un bras articulé sort de son dos avec une fusée
- Pince géante : Un bras articulé sort de son chapeau avec une pince géante.
- Petite voiture : le bas de son corps se transforme en voiture
- Duo de marteau mains : Ses deux mains ressortent avec des marteaux géants.
- Marteau géant : Sa main articulée sort de son chapeau avec un marteau géant.
- Chaussures de clowns :Ses pieds deviennent de très grandes chaussures.
- Ballons dos : Des ballons sortent de son dos
- Monocycle : Le bas de son corps se transforme en monocycle
- Canon : Un bras articulé sort de son chapeau avec un canon.
- Fleur à eau : Une fleur à eau sort de son ventre.
- Ouvre boîte : Sa main droite se transforme en scie circulaire
- Pomme : Un bras articulé avec une pomme sur un plateau sort de son ventre
- Caramel : Situé dans l'index droit. Projette du caramel
- Plume : Sa main articulée sort de son chapeau avec une plume.
- Filet : Sa main droite ressort avec un bras articulé avec un filet
- Pistolet à feu : Sa main droite ressort avec un pistolet à feu.
- Boule : Sa main gauche se transforme en petite boule.
- Gaz insecticide : Son pouce droit projette un gaz insecticide.
- Déguisement numérique : Il peut changer de déguisement: homme des cavernes, danseuse, cow-boy.
- Chapeau Stylo à plume : Sa main articulée sort de son chapeau avec un stylo à plume
- Poing : Sa main droite ressort avec un gant de boxe et s'allonge
- Coupe du vainqueur : Sa main articulée sort son chapeau avec une coupe.
- Duo de poings : Ses deux mains ressortent avec des gants de boxe et s'allongent
- Pistolet à colle : Sa main gauche ressort avec un pistolet à colle
- Pistolet gelant : Sa main droite ressort avec un pistolet gelant
- Sèche cheveux : Sa main droite ressort avec un sèche cheveux.
- lance roquette : Une fusée sort de son chapeau et est lancée.
- Peigne : Sa main articulée sort de son chapeau avec un peigne.
- Poing ventral : Un bras articulé avec un gant de boxe sort de son ventre.
- Lait : Situé dans l'oreille gauche. Projette du lait
- Perceuse : Sa main gauche se transforme en perceuse.

## Note
- Un film en prise de vue réelles, suite des films Inspecteur Gadet et Inspecteur Gadget 2 est prévue.  Celle-ci est appelée Inspecteur Gadget 3: Gadget et les Gadgetinis. Il n'y a pas de date précise {{référence nécessaire}}.
- Le personnage de la série Inspecteur Gadget de 2015 nommé Tristan, qui est le neveu du Dr. Gang est le second neveu de ce dernier après Edouard "Doudou" Dingue, qui est honnête contrairement à Tristan et à la famille Gang et qui est vu dans l'épisode Le Neveu du Dr. Gang (épisode 25, saison 2) de la série Gadget et les Gadgetinis.

## Épisodes

### Première saison (2002)
1. Ne m'appelez pas Gadget ! (Don't Call Me Gadget!)
2. Règlement de compte à Las Vegas (Looming Las Vegas)
3. La Collection du Docteur Gang (Claw's Collection)
4. Gadget en tournage (Gadget Goes on Location)
5. L'Île de Shangri La-La (Nice Guys Are Finished)
6. Un Gadget de trop (One Too Many Gadgets)
7. La Course ou la vie (Trick or Trap)
8. Les Abeilles meurtrières (Attack of the Killer Bees)
9. Le Catch c'est du chiqué (Wrestle in Peace)
10. MAD World (Gopher Broke)
11. Jouets de vilain (The Wuzzley Affair)
12. Face à face à face (Face to Face to Face)
13. Les Fantômes, ça n'existe pas (No Such Thing as Ghosts)
14. Midi pile, à peu de chose près (High Noon)
15. Alerte au Yéti (Sasquatch Watch)
16. L'Animal qui sommeille en nous (In Touch With Your Animal Side)
17. Journée de congé pour Poloinet (Nosehair's Day Off)
18. La Fille du Général (The General's Daughter)
19. L'Île déplaisante (Unpleasant Island)
20. Gadget se recycle (Help Wanted)
21. L'arme ultime (The Ultimate Weapon)
22. Touchez pas à l'Imaginatron (Reality Bites)
23. La machine à contrôler le temps (The Weather Machine)
24. Week-end à la plage (Weekend at the Beach)
25. Une croisière de rêve (Prison Cruise)
26. Bombes glacées (Ice Folly)

### Deuxième saison (2003)
1. L'Invisible menace (Unseen of the Crime)
2. Humanoglobe (Total Reclaw)
3. Le Plus Gentil Dictateur au monde (World's Nicest Dictator)
4. Roverre (Roverre)
5. Adieu les affaires (Bye Bye Business)
6. Sous-Mission (Sub-Mission)
7. La Muraille d'Oublivia (Great Wall of Oblivia)
8. Le Jeu de MADster (MADster Game)
9. Joyeux Noël, Dr Gang ! (Santa Claw)
10. Traitement de choc ! (No Brainer)
11. Super G.G. (Meet Super G.G.)
12. Gadget extrême (Extreme Gadget)
13. Les Cornemuses de McIntosh (McIntosh's Bagpipes)
14. Patrix (The Patrix)
15. La Fuite des cerveaux (Swap Team)
16. Gadget Super-Chef (Super Gadget Chef)
17. Gadget légionnaire (Foreign Legion Gadget)
18. Un Gadget en or massif (Solid Gold Gadget)
19. Gadget Super-Patron (Super Boss Gadget)
20. Voyage dans le temps (Erasing Gadget)
21. Rock'n Roll Gadget (Rock'n Gadget)
22. Voyage au centre du cerveau (Gadget on the Brain)
23. La Troisième Cité d'or (The Lost City of Gold)
24. Opération Éliminer Gadget (Operation Get Gadget)
25. Le Neveu du Docteur Gang (Claw's Nephew)
26. La Comète, la licorne et les méchants Gadgetinis (The Comet, the Unicorn and the Bad Gadgetinis)

## Commentaires
Cette série est une suite d'Inspecteur Gadget, créée près de vingt ans auparavant, et reprise par la même équipe. Cette nouvelle série est plus imprégnée de la culture des séries américaines : on y retrouve notamment les épisodes classiques de toutes ces séries (voyage à l'intérieur du corps humain, contrôle du temps, etc.).
Pour le Caporal Capeman qui est admirateur de Gadget, il est mentionné et on ne sait rien de son sort dans cette anime.

## Produits dérivés

### Autres séries télévisées
- 1983 : Inspecteur Gadget
- 1995-1997 : Gadget Boy.
- 1996 : Inspector Gadget's Field Trip (en)
- 1998 : Gadget Boy détective à travers le temps (Gadget Boy's Adventures in History). Suite de Gadget Boy. Nous retrouvons Gadget Boy pour des missions à travers le temps.
- 2015 : Inspecteur Gadget

### DVD
- Gadget et les Gadgetinis (1er janvier 2005) ASIN B000IHYTBQ